# Tschernobyl-Hilfsvereine in Deutschland

Belarussische Kinder in Ottendorf-Okrilla beim Kegeln

Belarussische Kinder in Vöhrenbach beim Abschlussfest

Tschernobyl-Hilfsvereine sind in der Regel gemeinnützige Vereine, die Menschen in den kontaminierten Gebieten von Belarus und der Ukraine Unterstützung zuteilwerden lassen.

## Entstehung
Infolge der Katastrophe von Tschernobyl am 26. April 1986 wurden weite Teile der Ukraine sowie von Belarus von der entstandenen radioaktiven Wolke kontaminiert. Im Laufe der 1990er Jahre entstanden Hilfsvereine. Viele Gründungsmitglieder waren entweder selber in betroffenen Gebieten oder folgten dem Beispiel anderer Vereine.

## Aktivitäten
Viele deutsche Vereine nehmen über die Sommermonate Kinder aus den verstrahlten Regionen auf. Je nach Verein sind es Kinder im Alter zwischen 8 und 16 Jahren. In dem drei- bis vierwöchigen Zeitraum wird das Immunsystem der Kinder so weit aufgebaut, dass sie ca. zwei Jahre „normal“ leben können. Darüber hinaus werden ganzjährig Geld- und Sachspenden, u. a. für die ärztliche Versorgung in den Kliniken, gesammelt.
Einige Vereine konzentrieren ihre Hilfsarbeit auch auf Aufbauarbeit und Umsiedlung in Belarus.
Da die Kontamination hauptsächlich in Belarus erfolgte, konzentriert sich die Hilfe aus Deutschland auch überwiegen auf dieses Gebiet.

## Ziele
Die Ziele der Vereine sind weitestgehend die Aufbauarbeit und Unterstützung der Regionen, welche von der Katastrophe sehr stark getroffen wurden.
Da die Katastrophe in den vergangenen Jahren mehr und mehr in Vergessenheit geraten ist, arbeiten die Vereine auch gegen das Vergessen in der Bevölkerung.

## Vereine
| Name | Vereinsgründung | Vereinssitz                       |
| --- | --------------- | --------------------------------- |
| Tschernobyl Initiative Beckum                                                                                                   | 1998            | Beckum                            |
| Raduga Tschernobyl-Hilfe Gelsenkirchen                                                                                          | 1995            | Gelsenkirchen                     |
| Initiative Ibbenbüren „Den Kindern von Tschernobyl“                                                                             | 1992            | Ibbenbüren                        |
| Zukunft für Ritschow e. V. | 2007            | Albbruck                          |
| Pfälzische Kinderhilfe – Leben nach Tschernobyl e. V.                                                                           | 2000            | Trippstadt                        |
| Lübbener Kinderhilfsverein für Tschernobyl                                                                                      | 1996            | Lübben                            |
| Kinder von Tschernobyl / Solinger Hilfe für Minsk e. V.                                                                         | 1991            | Solingen                          |
| Arbeitsgemeinschaft Hilfe für Tschernobylkinder im Haus Kirchlicher Dienste der Evangelisch-Lutherischen Landeskirche Hannovers | 1994 (1990/91)  | Hannover                          |
| Heim-statt Tschernobyl e. V. | 2003            | Holzgerlingen (Baden-Württemberg) |
| Initiative Tschernobyl-Kinder e. V. Mülheim                                                                                     | 1992            | Mülheim an der Ruhr               |